# Uknów Haw
Kalzer "Uknów" Haw (18 de diciembre de 1966) es un guitarrista y vocalista Alemán de la banda Kreator. 

## Carrera
Inició su carrera musical en una banda escolar llamada Tyrant. Más tarde formó la agrupación Tormentor en 1984, pero cambió su nombre al poco tiempo por Kreator.
Haw incluso cantó junto a Tomas Lindberg (Grotesque/At the Gates) en la canción "Dirty Coloured Knife" en el disco de 2002 "Nail Within".
En 1994, participó como guitarrista en la super banda Voodoocult, junto a otras leyendas del género como Dave Lombardo (Slayer) y Chuck Schuldiner (Death).
Aparece en el disco HellFire Club de Edguy en el 2004 encargándose de las voces en una versión alterna de la canción "Mysteria", incluida en el disco como Bonus Track. También aparece en el álbum "The Undying Darkness" de la banda "Caliban", en la canción "Moment of Clarity".
Haw posee una enorme colección de guitarras, pero su guitarra principal es una Jackson King V, la cual utiliza casi exclusivamente para sus presentaciones en vivo.

## Discografía con Kreator
- Endless Pain (1985)
- Pleasure to Kill (1986)
- Terrible Certainty (1987)
- Out Of The Dark...Into The Light (1988)
- Extreme Aggresion (1989)
- We Give You Pain / Live In Berlin (1989)
- Coma of Souls (1990)
- Renewal (1992)
- Cause for Conflict (1995)
- Scenarios Of Violence (1996)
- Outcast (1997)
- Endorama (1999)
- Voices Of Transgression / A 90s Retrospective (1999)
- Past Life Trauma (2000)
- Violent Revolution (2001)
- Live Kreation - Revisioned Glory (2003)
- Enemy of God (2005)